# Twinkle (Software)
Twinkle ist eine freie Software für IP-Telefonie (Voice-over-IP) und ist mit der GNU General Public License (GPL) lizenziert. Neben dem Session Initiation Protocol (daher SIP-Telefon) verwendet Twinkle eine Reihe anderer Protokolle, die aber durchweg frei und öffentlich dokumentiert sind. Die Oberfläche benutzt die Bibliothek Qt.

## Entwicklung
Das Projekt wurde vom Entwickler M. de Boer initiiert, die letzte Veröffentlichung in diesem Rahmen erfolgte im Februar 2009 (Stand September 2015).
Der Entwickler Luboš  Doležel nahm daraufhin eine Abspaltung vor, die insbesondere das Ziel hat, die Software von der mittlerweile überholten Qt-Version 3 bzw. 4 auf die aktuelle Version 5 zu portieren.

## Verfügbarkeit
Twinkle ist bei vielen Linux-Distributionen als fertiges Software-Paket enthalten und lässt sich daher meistens mit wenigen Mausklicks installieren. Die aktuelle Twinkle-Version lässt sich im Bedarfsfall mit geringem Aufwand aus dem Quelltext übersetzen. Eine Windows-Version von Twinkle existiert bislang nicht.

## Eigenschaften
Die wichtigsten Merkmale von Twinkle sind
- zwei Gesprächsleitungen
- gleichzeitig mehrere SIP-Konten aktiv (keine Beschränkung)
- Wählbare Ereignisklänge
- Konferenzen mit drei Gesprächsteilnehmern
- Benutzerdefinierbare Skripts zum Behandeln eingehender Gespräche, individuell pro SIP-Konto konfigurierbar
- vollständig über Kommandozeilen-Schnittstelle steuer- und automatisierbar
- STUN für die NAT und Firewall-Überquerung
- KDE-Adressbuch-Unterstützung
  - Wahl direkt aus Adressbucheintrag möglich (optionales Bemerkungsfeld als Popup)
  - Anrufer-Fotos
- ALSA/OSS-Unterstützung
- sieben unterstützte Audio-Codecs (G.711 A-law und µ-law, GSM, Speex, narrow/wide/ultra iLBC)
- verschlüsselte Gespräche über ZRTP/SRTP möglich, verschlüsselte Gespräche zu SIP-Clients unter Windows über den "zrtp-Proxy" Zfone möglich
- Gesprächsaufzeichnung leicht über ALSA realisierbar